# 电报员方程
电报员方程（或电报方程）是描述电力传输线上電壓和电流与距离和时间的一组对偶线性微分方程。奧利弗·黑維塞於19世纪80年代提出的传输线模型中给出了这组方程。该模型说明电磁波在导线上可以被反射，这种波形会沿着传输线出现。该模型对包括高頻（如电报线和射頻導體）、音訊（如电话线）、低频（如输电线與配電線）以及直流等各种频率的传输线都适用。

## 无耗传输
当参数 R 与 G 很小时，它们的影响就可以忽略，于是传输线就看成是一个理想无耗结构。在此情况下，该模型只取决于  L 和 C 参数。电报员方程描述沿传输线的电压 V 与电流 I 之间的关系，这两个量都是位置 x 与时间 t 的函数：
{\displaystyle V=V(x,t)}
{\displaystyle I=I(x,t)}

### 方程
方程本身包含一组对偶一阶偏微分方程。第一个方程表明感生电压是与通过电缆电感的电流的时间变化率相关的，而与之类似，第二个方程表明由电缆电容带来的电流是与电压的时间变化率有关的。
{\displaystyle {\frac {\partial V}{\partial x}}=-L{\frac {\partial I}{\partial t}}}
{\displaystyle {\frac {\partial I}{\partial x}}=-C{\frac {\partial V}{\partial t}}}
下列文献中电报员方程的形式类似：
Kraus, 
Hayt,
Marshall,
Sadiku,
Harrington,
Karakash, 与
Metzger。
这组方程可以继续结合形成两个波动方程，其中一个是对电压 V 的，另一个是对电流 I 的：
{\displaystyle {\frac {\partial ^{2}V}{{\partial t}^{2}}}-u^{2}{\frac {\partial ^{2}V}{{\partial x}^{2}}}=0}
{\displaystyle {\frac {\partial ^{2}I}{{\partial t}^{2}}}-u^{2}{\frac {\partial ^{2}I}{{\partial x}^{2}}}=0}
其中
{\displaystyle u={\frac {1}{\sqrt {LC}}}}
为波在传输线中的传播速率。

### 正弦稳态
在正弦穩態情况下，电压和电流的为单音正弦波形式：
{\displaystyle V(x,t)=\mathrm {Re} \{V(x)\cdot e^{j\omega t}\}}
{\displaystyle I(x,t)=\mathrm {Re} \{I(x)\cdot e^{j\omega t}\}},
其中 {\displaystyle \omega } 是稳态波的角频率。在此情况下，电报员方程化简为
{\displaystyle {\frac {dV}{dx}}=-j\omega LI}
{\displaystyle {\frac {dI}{dx}}=-j\omega CV}
同样，波方程化简为
{\displaystyle {\frac {d^{2}V}{dx^{2}}}+k^{2}V=0}
{\displaystyle {\frac {d^{2}I}{dx^{2}}}+k^{2}I=0}
其中 k 为波数：
{\displaystyle k=\omega {\sqrt {LC}}={\omega  \over u}.}
这两个方程每一个都是亥姆霍兹方程在一维的形式。
对于所有由中间为真空的并联理想导体构成的传输线来说，这个速度为光速。
在此情况下，可以证明
{\displaystyle V(x)=V_{1}e^{-jkx}+V_{2}e^{+jkx}}
以及
{\displaystyle I(x)={V_{1} \over Z_{0}}e^{-jkx}-{V_{2} \over Z_{0}}e^{+jkx}}
其中 {\displaystyle Z_{0}} 为传输线的特性阻抗，对于无耗传输线为
{\displaystyle Z_{0}={\sqrt {L \over C}}}
而 {\displaystyle V_{1}} 和 {\displaystyle V_{2}} 是积分的两个任意常量，由两个边界条件（传输线的两端各一个）确定。
这个阻抗不会沿传输线发生变化，因为 L 和 C 在线上任意点都是常量，只要该传输线横截面的几何形状保持不变。
Sadiku与Marshall讨论了无损耗传输线与无失真传输线。

### 通解
电压的波动方程的通解是正向行波和反向行波的总和：
{\displaystyle V(x,t)\ =\ f_{1}(x-ut)+f_{2}(x+ut)}
其中
- {\displaystyle f_{1}} 与 {\displaystyle f_{2}} 可以是任意函数，并且
- {\displaystyle u={\frac {1}{\sqrt {LC}}}} 是波形的传播速度（也被称为相速度）。

f1 表示波从左到右向 x 轴正方向传播的波
f2 表示从右到左传播的波。可以看出传输线上任意一点 x 的瞬时电压为两个波的电压之和。
由于根据电报员方程，电流 I 是与电压 V 有关的，因此我们可以写出
{\displaystyle I(x,t)\ =\ {\frac {f_{1}(x-ut)}{Z_{0}}}-{\frac {f_{2}(x+ut)}{Z_{0}}}}

## 有耗传输线
当损耗元件的 R 与 G 不可忽略时，描述传输线基本段（即无穷小的一段）的原始微分方程变为
{\displaystyle {\frac {\partial }{\partial x}}V(x,t)=-L{\frac {\partial }{\partial t}}I(x,t)-RI(x,t)}
{\displaystyle {\frac {\partial }{\partial x}}I(x,t)=-C{\frac {\partial }{\partial t}}V(x,t)-GV(x,t)}
通过把两个方程对 x 求导，并进行一些代数操作，我们得到一组双曲型偏微分方程，每个都只有一个未知量：
{\displaystyle {\frac {\partial ^{2}}{{\partial x}^{2}}}V=LC{\frac {\partial ^{2}}{{\partial t}^{2}}}V+(RC+GL){\frac {\partial }{\partial t}}V+GRV}
{\displaystyle {\frac {\partial ^{2}}{{\partial x}^{2}}}I=LC{\frac {\partial ^{2}}{{\partial t}^{2}}}I+(RC+GL){\frac {\partial }{\partial t}}I+GRI}
注意到这些方程与含有额外项 V 和 I 以及它们的导数的齐次波动方程类似。这些额外项会让信号随着时间和距离发生衰减和扩散。如果传输线只是轻微有耗的话（R 较小，G = 0），信号强度随距离衰减 e-αx，其中 α = R/2Z0

## 电报员方程的解作为电路元件
电报员方程的解可以直接加入电路用作元件。上面的电路图实现了电报员方程的解。
下面的电路图是由电源变换导出的。  也实现了电报员方程。
电报员方程的解可以表示为ABCD型的二端口网络定义如下
{\displaystyle V_{1}=V_{2}\cosh(\gamma x)+I_{2}Z\sinh(\gamma x)\,}
{\displaystyle I_{1}=V_{2}{\frac {1}{Z}}\sinh(\gamma x)+I_{2}\cosh(\gamma x).\,}
文献来源中的符号：{\displaystyle E_{s},E_{L},I_{s},I_{L},l\,} 被替换为了前面两个方程中的：{\displaystyle V_{1},V_{2},I_{1},I_{2},x\,}。
ABCD型的二端口给出了 {\displaystyle V_{1}\,} 与 {\displaystyle I_{1}\,} 表示为  {\displaystyle V_{2}\,} 与 {\displaystyle I_{2}\,} 的函数的形式。上面的方程当对 {\displaystyle V_{1}\,} 与 {\displaystyle I_{1}\,} 作为 {\displaystyle V_{2}\,} 与 {\displaystyle I_{2}\,} 的函数求解时，都会得到相同的方程。